# Theodosius Dobzhansky
Theodosius Grygorovych Dobzhansky (født 25 januar 1900 i Det Russiske Kejserrige i det nuværende Ukraine, død 18. december 1975 i USA) var en russisk-amerikansk genetiker og evolutionsbiolog. 
Dobzhansky var fra 1940–1962 professor i zoologi ved Columbia University i New York og var derefter, 1962–1971, professor i genetik ved Rockefeller University. Han var fra 1971 professor emeritus i genetik ved University of California i Davis. 
Dobzhansky blev den 14. marts 1956 valgt som et udenlandsk medlem af den svenske Kungliga Vetenskapsakademien.
Dobzhansky var hele sit liv en religiøs mand og medlem af den ortodokse kirke.[kilde mangler]
| Biologi | Spire Denne artikel om biologi er en spire som bør udbygges. Du er velkommen til at hjælpe Wikipedia ved at udvide den. |

1. ↑  Navnet er anført på svensk og stammer fra Wikidata hvor navnet endnu ikke findes på dansk.
2. ↑  Navnet er anført på engelsk og stammer fra Wikidata hvor navnet endnu ikke findes på dansk.